# د. جي. ليهي
د. جي. ليهي (بالإنجليزية: D. G. Leahy)‏ هو كاتب وأحيائي وفيلسوف أمريكي، ولد في 20 مارس 1937، وتوفي في 7 أغسطس 2014.